# تیم هیگ
تیم هیگ (انگلیسی: Tim Hague; ۹ مهٔ ۱۹۸۳ – ۱۸ ژوئن ۲۰۱۷) ورزشکار هنرهای رزمی ترکیبی اهل کانادا بود.